# 檀君
檀君是朝鲜半岛民间传说中的始祖与山神，為檀君朝鮮的開國國君。據《三國遺事》的記載，檀君名王儉，是帝释桓因之庶子桓雄與熊女栖梧結合而生。
朝鲜人的祖先崇拜檀君为神的存在，把他建立国家的10月3日定为开天节，祭檀君。尤其在江东的檀君陵，政府专派官员或以国王名义，举行盛大的开天节活动。
根据20世纪初的《桓檀古记·番韩世家 上》，檀君於公元前2333年左右建立檀君朝鮮，定都王儉城（約今日朝鲜的平壤）。

## 真實性的爭議
檀君至今仍存是否真實存在的爭議，不過今日韩朝两国官方則定義为真实存在的。
檀君生平的记录简略地记录在《三国遗事》、《帝王韵记》、《世宗莊憲大王實錄》、《東國通鑑》等。据说檀君从古朝鲜王位上退下来后成为了阿斯达的山神。 
在《高丽史》、《世宗实录地理志》、《应帝施主》、《新曾东国舆地胜览》中，檀君指使3个儿子筑起三郎城。

### 朝鲜民主主义人民共和国的觀點
朝鲜认为檀君是现实中存在的，並認為「檀君和古朝鮮的歷史，過去由于事大主義者和日本帝國主義御用歷史學家們惡意歪曲和抹殺，没能得到正確的闡明」。1993年，朝鲜官方公布在平壤市江东郡大朴山的檀君陵中發現一男一女兩具遺骨。通過电子常磁性共鸣年代测定法，認定這些遺骨來自5011年以前，是檀君夫婦的遺骨。
朝鲜官方核定檀君在朝鲜历史上建立第一个国家古朝鲜。（公元前2333年—前425年）

### 大韩民国的觀點
1997年列入韩国教科书内容。

### 佛教與檀君神話
佛教用语中桓因是“释提桓因之略，帝释天也”(帝釋天即印度婆羅門教古神因陀羅，此乃雅利安原始神祇)，而且释提桓因可“略称释帝与帝释”。桓因即帝释这种观念出自佛教思想，源自佛典《法华经》，故事来自《观佛三昧海经》、《华严经》等佛经中屡屡出现的“牛头旃檀”，还出现“天王”、“符印”等宗教用语。据《三国史记·高句丽本纪·小兽林王本纪》：372年、“前秦苻坚遣使及浮屠顺道送佛像、经文”，374年、“僧阿道来”，375年、小兽林王“始创肖门寺，以置顺道。又创伊佛兰寺，以置阿道。此海东佛法之始”。这是佛教传入朝鲜半岛的最早记载，因而有人認為檀君神话最早不可能出现于公元4世纪以前。

## 學界觀點
韓國歷史學者李榮薰指出「檀君神話在創造的過程中，借鑑於日本的神話，一方面針鋒相對，一方面仿效」。

## 外部連結
- 檀君和古朝鲜

| 前任： 桓雄 | 檀君朝鲜君王 前2333年 – 前2240年 | 繼任： 扶娄 |